# Fenomene de pe patul de moarte

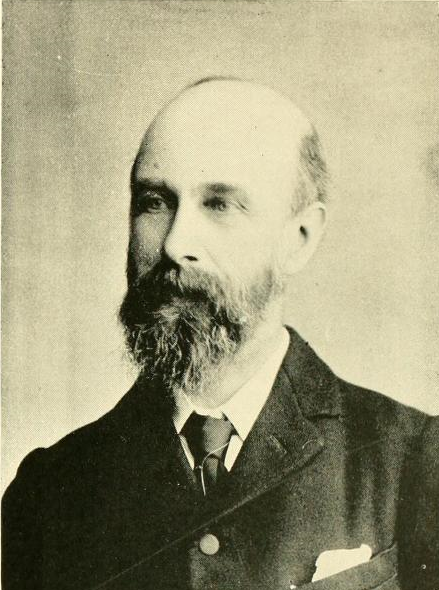
, cercetător timpuriu al fenomenelor de pe patul de moarte

Fenomenele de pe patul de moarte se referă la o gamă de experiențe raportate de persoanele aflate în pragul morții. Există multe exemple de astfel de fenomene în literatura non-ficțională și ficțională, sugerând că aceste evenimente au fost observate de culturi din întreaga lume de secole, deși studiul științific al lor este relativ recent. În literatura științifică, astfel de experiențe au fost denumite experiențe senzoriale legate de moarte (Death-Related Sensory Experiences - DRSE). Pacienții aflați pe moarte au raportat personalului din hospice că au experimentat viziuni confortante.
Unii oameni de știință consideră fenomenele și viziunile de pe patul de moarte ca fiind halucinații.

## Viziunile de pe patul de moarte
Viziunile de pe patul de moarte au fost descrise încă din antichitate. Totuși, primul studiu sistematic nu a fost realizat până în secolul XX. Acestea au fost, de asemenea, denumite halucinații veridice, viziuni ale morților și viziuni înainte de moarte. Medicul William Barrett⁠(d), autor al cărții „Viziunile de pe patul de moarte” (1926), a colectat anecdote ale persoanelor care au pretins că au avut viziuni ale prietenilor și rudelor decedate, sunete muzicale și alte fenomene de pe patul de moarte. Barrett era un spiritualist creștin și credea că viziunile erau dovezi ale comunicării cu spiritele. Studiul lui Barrett s-a bazat, de asemenea, pe observațiile soției sale, Florence⁠(d), despre mamele aflate pe moarte.
Într-un studiu desfășurat între 1959 și 1973 de către parapsihologii Karlis Osis⁠(d) și Erlendur Haraldsson⁠(d), aceștia au raportat că 50% din zecile de mii de indivizi pe care i-au studiat în Statele Unite și India au experimentat viziuni de pe patul de moarte. Osis, Haraldsson și alți parapsihologi, cum ar fi Raymond Moody, au interpretat aceste rapoarte ca dovezi pentru o viață de apoi.
Neurologul Terence Hines⁠(d) a scris că susținătorii interpretării vieții de apoi subestimează grav variabilitatea între rapoartele obținute. Hines a criticat, de asemenea, metodologia lor de colectare a rapoartelor:
„Modul în care sunt colectate rapoartele reprezintă o altă problemă serioasă pentru cei care doresc să le ia în serios ca dovezi ale unei vieți de apoi. Studiul lui Osis și Haraldsson (1977) s-a bazat pe răspunsurile primite de la zece mii de chestionare trimise medicilor și asistentelor din Statele Unite și India. Doar 6,4 procente au fost returnate. Deoarece medicii și asistenții erau cei care ofereau rapoartele, nu pacienții care, presupunându-se că au avut, de fapt, experiența, rapoartele erau secondhand. Aceasta înseamnă că au trecut prin două sisteme de memorie umană foarte fallibile și constructive (al medicului sau asistentei și al pacientului efectiv) înainte de a ajunge la Osis și Haraldsson. În alte cazuri (de exemplu, Moody 1977), rapoartele au fost date de către pacienți înșiși, la luni și ani după eveniment. Astfel de rapoarte sunt greu suficiente pentru a susține realitatea unei vieți de apoi.”
Investigatorul sceptic Joe Nickell⁠(d) a scris că viziunile de pe patul de moarte (Death Bed Visions - DBV) se bazează pe relatări anecdotice care sunt nesigure. Neavând în vedere întregul context al relatărilor, el a crezut că a descoperit contradicții și incoerențe în diverse DBV raportate de autoarea paranormală Carla Wills-Brandon.
Cercetările din domeniile îngrijirii paliative și hospice au studiat impactul fenomenelor de pe patul de moarte (Death Bed Phenomena - DBP) asupra persoanelor aflate în pragul morții, familiilor acestora și personalului din îngrijirea paliativă. În 2009, un chestionar a fost distribuit la 111 membri ai personalului dintr-un program irlandez de hospice, întrebându-i dacă au întâlnit personal sau au auzit despre pacienți care au experimentat DBP. Majoritatea respondenților au raportat că au fost informați despre o viziune de pe patul de moarte fie de către un pacient, fie de către familia acestuia. Un alt studiu a constatat că fenomenele de pe patul de moarte sunt adesea asociate cu o moarte pașnică, dar sunt raportate mai rar de către pacienți și familiile acestora din cauza fricii de rușine și de neîncredere față de personalul medical.
Ca răspuns la aceste date calitative, există o mișcare în creștere în cadrul domeniului îngrijirii paliative care subliniază înțelegerea și respectul compasional din partea celor care oferă îngrijire la sfârșitul vieții în ceea ce privește aceste fenomene.
Conform cercetătorilor DRSE (experiențe senzoriale legate de moarte), cum ar fi Peter Fenwick, experiențele comune includ viziuni vizuale sau auditive ale persoanelor dragi (de obicei decedate), cele mai frecvente fiind părinții, urmate de prieteni, rude și animale de companie, și viziuni ale unui tărâm de „viață de apoi” viu colorat (de obicei o grădină). De asemenea, pacienții pot avea viziuni de lumină, adesea personificate ca figuri spirituale importante în credințele lor spirituale sau religioase, și pot experimenta o „eliberare” de atașamentele personale și de identitatea personală, ceea ce este denumit uneori moartea eului în unele comunități psihedelice. Martorii pot include persoane recent decedate de care pacienții și familiile lor nu sunt conștiente înainte de aceste fenomene.
Pacienții care experimentează astfel de fenomene nu sunt restricționați doar la cei cu convingeri religioase. Deși fenomenele de pe patul de moarte nu garantează o moarte pașnică, experiențele lor sunt, în general, liniștitoare.
Animalele aflate pe moarte, cum ar fi animalele de companie, pot manifesta reacții similare față de ființe nevăzute.
Împreună cu aceste experiențe personale ale celor aflați pe moarte, ocazional, cei dragi și asistentele de hospice experimentează, de asemenea, fenomene similare, denumite „coincidențe de pe patul de moarte” de către cercetători precum Peter Fenwick. Această ramură largă a fenomenelor interumane legate de moarte include cunoașterea presupusă a trecerii cuiva printr-o „vizitare” înainte de a fi informați de alții (adesea cu experimentatorul aflat la o distanță mare de individul pe moarte și fără cunoștințe anterioare despre starea sau moartea acestuia), experiențele de lumină care provin din corpul pacientului (adesea interpretate ca suflet) și „muzica cerească” care coincide cu moartea pacientului. De asemenea, există o experiență cunoscută în parapsihologie ca „experiențe de moarte împărtășite”, în care un spectator, prieten, rudă, asistentă sau altcineva are o experiență similară cu o experiență aproape de moarte, dar din perspectiva de a însoți individul pe moarte.
Unii parapsihologi, inclusiv Raymond Moody, Peter Fenwick și William Peters (șeful Inițiativei de Cercetare a Trecutului Comun), au interpretat aceste rapoarte ca dovezi pentru o viață de apoi, subliniind asemănările cu experiențele de aproape moarte. Până acum, scepticismul față de aceste afirmații a fost limitat, cu excepția argumentelor din truisme psihologice aduse de Joe Nickell⁠(d) și filosoful Keith Augustine. Până în prezent, există foarte puține proiecte de cercetare asupra acestor fenomene DRSE împărtășite, ceea ce face ca atât abordările paranormale legate de „viața de apoi”, cât și cele neurobiologice sau psihologice să nu fie susținute de dovezi concrete.
Persoane notabile care ar fi putut sau nu să experimenteze astfel de fenomene includ Steve Jobs, fratele lui Johnny Cash, Jack, și poetul William Wordsworth. Unul dintre rapoarte se referă la trecerea împărătesei văduve Cixi, menționând că un „duh” a apărut în visul împărătesei și a tentat-o să ajungă în viața de apoi. 

## Luciditate terminală
Uneori, persoanele cu dezabilități mentale severe, în special victime ale bolilor neurodegenerative, își recuperează funcțiile cognitive cu puțin timp înainte de moarte.

## Evaluare științifică
Conform psihofarmacologului american Ronald K. Siegel⁠(d), există un grad ridicat de similaritate între viziunile de pe patul de moarte și halucinațiile induse de droguri. Halucinațiile cauzate de droguri conțin frecvent imagini ale ființelor din alte lumi și ale prietenilor și rudelor decedate. Unii oameni de știință care au studiat cazurile de fenomene de pe patul de moarte au descris prezențele vizuale, auditive și resimțite ale rudelor decedate sau ale ființelor îngerești în timpul procesului de moarte ca halucinații. Aceste halucinații sunt teorizate ca apărând dintr-o serie de explicații, inclusiv, dar fără a se limita la, hipoxia cerebrală, confuzie, delir, eșecuri ale sistemelor corporale (de exemplu, renal, hepatic, pulmonar) și o reacție mentală la stres.
Când creierul nu are un flux sanguin adecvat, așa cum se întâmplă în cazul unui stop cardiac, creierul este privat de oxigen. O perioadă scurtă de hipoxie cerebrală poate duce la deteriorarea funcției neuronale. Se teoretizează că această deteriorare neuronală explică viziunile de pe patul de moarte.